# فيليب هيوز
فيليب هيوز (بالإنجليزية: Phillip Hughes)‏(30 نوفمبر 1988-27 نوفمبر 2014) لاعب كريكت أسترالي محلي، لعب لصالح فريق جنوب أستراليا للكريكت. تعرض لإصابة بكرة في الرأس أثناء مباراة للكريكت في 25 نوفمبر 2014، تسببت بنزف داخلي بالدماغ، وتوفي بعد يومين متأثراً بإصابته.

## السيرة الذاتية
ولد في بلدةماكسفيل في شمال نيوساوث ويلز. والده جريج مُزارع موز، وأمه فرجينيا إيطالية الأصل. بدأ لُعب الكريكت في عمر 12. وفي سن 17 انتقل هيوز من ماكسفيل إلى سيدني ودخل نادي سيدني للكريكت.
مثل أستراليا في كأس العالم للكريكت تحت سِن 19 عاماً سنة 2007.

## وفاته
فارق هيوز الحياة متأثراً بإصابته في يوم الخميس 27 نوفمبر 2014؛ وذلك بعد إصابته بكرة الكريكت في الرأس والتي تعرض لها أثناء مباراة من حارس الفريق الخصم. وبعد نقله إلى المستشفى أدخل في غيبوبة مصطنعة للتخفيف من حدة النزيف الدماغي.

## روابط خارجية
- فيليب هيوز على موقع إي آس بي آن كريك إنفو (الإنجليزية)